# Robert Thum
 Robert Thum född 28 september 1908 i Wien, död september 1980, var en österrikisk före detta bordtennisspelare och världsmästare i dubbel. 
Thum spelade två VM-finaler i dubbel tillsammans med Alfred Liebster. Den första 1928 mot  Fred Perry (som året efter vann singeltiteln) och Charles Bull vann de med 3-0 i set (21-10, 21-13, 21-16). 1930 förlorade de finalen mot Viktor Barna och Miklós Szabados (som kom att ta sex dubbeltitlar tillsammans) med 3-1 i set (21-11, 21-14, 20-22, 21-8). 1928 rankades han som 10:a på ittf:s rankinglista. 
Han spelade sitt första VM 1928 och 1951, 23 år senare sitt 6:e och sista. Under sin karriär tog han 5 medaljer i Bordtennis VM; 1 guld, 3 silver och 1 brons. 

## Meriter
- Bordtennis VM
  - 1928 i Stockholm: 
    - 1:a plats dubbel (med Alfred Liebster)
    - kvartsfinal mixed dubbel
    - 2:a plats med det österrikiska laget

  - 1929 i Budapest
    - kvartsfinal singel
    - 2:a plats med det österrikiska laget

  - 1930 i Berlin
    - 2:a plats dubbel (med Alfred Liebster)
    - 4:e plats med det österrikiska laget

  - 1932 i Prag
    - 3:e plats med det österrikiska laget